# Született stratéga
A Született stratéga (A Talent for War) egy 1989-ben megjelent sci-fi regény Jack McDevitt tollából. A könyv az Alex Benedict-sorozat nyitókötete, melynek névadója egy régiségkereskedő, aki gyakran letűnt civilizációk után kutat, és a múlt vitatott kérdéseire talál választ.
Magyarországon a Metropolis Media adta ki 2008-ban, Galaktika Fantasztikus Könyvek-sorozat egyik tagjaként, F. Nagy Piroska fordításában.

## Cselekmény
|  | Alább a cselekmény részletei következnek! |

A történet a 11 600-as években játszódik, mikor az emberiség már képes csillagközi utazásra, és megismerkedett a galaxis megannyi lényével. McDevitt mégis inkább a történelmi adatokra, a kalandokra és a krimire helyezi a hangsúlyt a kemény tudományosság helyett.
Alex Benedict rokona halála után „megörököl” egy olyan információt, mely eltemetve hevert egy számítógép fájljai közt. Ez az adat megváltoztathatja a legendás stratégáról, Christopher Simről kialakult képet. Benedict kezdetben személyesnek vélt ügye történelmi konspirációkkal keveredik, melyben segít neki Chase Kolpath, a pilótanő. A régiségkereskedőnek követnie kell a nyomokat egy idegen galaxis szívébe, hogy megtalálja a választ a kérdésekre, de arra nem számít, hogy egy teljes idegen civilizáció van a nyomában.
|  | Itt a vége a cselekmény részletezésének! |

## Magyarul
- Született stratéga; ford. F. Nagy Piroska; Metropolis Media, Bp., 2008 (Galaktika fantasztikus könyvek)

## Külső hivatkozások
- A regény a Moly.hun
- A regény a Galaktikabolt.hun
- Kritika az Ekultúrától